# اوتاویو بوجاتی
اوتاویو بوجاتی (به ایتالیایی: Ottavio Bugatti) بازیکن فوتبال و دروازه‌بان اهل ایتالیا است که از سال ۱۹۵۲ میلادی عضو تیم ملی فوتبال ایتالیا بوده و در ۷ بازی ملی حضور داشته‌است. او در بازی‌های ملی‌اش ۱۳ گل دریافت کرد.
اوتاویو بوجاتی آخرین بازی ملی خود را در سال ۱۹۵۸ میلادی انجام داد.